# Settat
Settat (àrab: سطات, Saṭṭāt; amazic estàndard marroquí: ⵥⵟⵟⴰⵟ, Aẓṭṭaḍ) és una ciutat del Marroc, capital de la província de Settat, a la regió de Casablanca-Settat. Segons el cens de 2014 tenia una població total de 142.250 persones. Està situada a 57 km de Casablanca, a la carretera que va cap a Marràqueix.

## Etimologia
El nom Settat prové d'Ait Settat, un clan amazic sanhadja de la tribu Houara. Pertanyien a l'aliança almohade dirigida pels masmudes segons Al-Baydaq, Ibn Hazm i Ibn Khaldun. El seu origen es troba al sud-est de l'Alt Atles i aparentment es van establir a la regió de Chaouia com a conseqüència de l'avanç almohade al nord.

## Agermanaments
- La Celle-Saint-Cloud, França
- Tours, França
- Würzburg, Alemanya
- Burgos, Espanya